# Rudenská kotlina
Rudenská kotlina (slovensky Rudnianska kotlina) je geomorfologický podcelek Hornonitrianské kotliny na středním Slovensku. Nachází se v povodí říčky Nitrica v západní části okresu Prievidza a částečně i v okrese Partizánske.

## Vymezení
Kotlinu obklopují z velké části Strážovské vrchy, konkrétně ze západu podcelek Nitrické vrchy, ze severu Zliechovská hornatina a z východu Malá Magura. Jihovýchodně a jižně navazují podcelky Hornonitrianské kotliny, Prievidzská a Oslianska kotlina.

## Sídla v Rudenské kotlině
Rudenská kotlina patří mezi středně hustě zalidněné území a leží tady obce Valaská Belá, Liešťany, Nitrianske Rudno, Diviacka Nová Ves, Diviaky nad Nitricou, Nitrianske Sučany, Nitrica, Dolné Vestenice a další. V jižní části se našlo několik archeologických nálezíšť, které potvrzují osídlení od doby bronzové.

## Doprava
Jižní částí kotliny vede důležitá dopravní spojnice Horní Nitry a Pováží, v jejíž trase v současnosti vede mezinárodní silnice E 572, vedoucí po silnici I/9. Spojuje Trenčín a Prievidzu a u Nitrianskych Sučan na ni navazuje silnice II/574 na Nitrianske Rudno a Ilavu.